# LliureX
LliureX – hiszpańska dystrybucja Linuksa oparta na Edubuntu. Jest to projekt Rady Kultury, Edukacji i Sportu w Walencji. LliureX obsługuje język kataloński i jest przeznaczony dla instytucji edukacyjnych w regionie Walencji.